# Španělská šlechta

Koruna španělského krále

Koruna knížete z Asturie

Koruna španělských infantů

V roce 2011 bylo ve Španělském království přibližně 2874 šlechtických titulů, týkajících se 2205 osob. Z nich okolo 400 tvoří nositelé titulu španělský grand (Grande de España), zastoupených Radou stálého výboru španělského grandstva / Consejo de la Diputación Permanente de la Grandeza Španělska). Jen deset nejvýznamnějších vévodských rodů (Alba, Alburquerque, Fernán Núñez, Infantado, Borbón, Medinaceli, Medina Sidonia, Osuna, Peñaranda a Villahermosa) obsahuje 199 titulů (36 vévodství).

## Právní stav
V dnešním Španělsku vlastnictví šlechtického titulu neskýtá žádné výsady. Jde o čistě projev čestného a symbolického charakteru, spojený s oslovením Excelentísimos Señores u těch titulů, kterým náleží predikát španělských grandů a Ilustrísimos Señores pro ostatní. Posledním privilegiem, zrušeným v roce 1984, bylo právo grandů vlastnit diplomatický pas. Toto privilegium bylo zrušeno Královským výnosem 1023./1984. Jiným titulům mimo Grandezu taková výsada nikdy nenáležela.
Šlechtické tituly byly právně zrušeny v době Druhé Španělské republiky výnosem č. 25 Ústava Druhé španělské republiky z roku 1931, a byly znovu zavedeny v roce 1947 prohlášením Zákon o následnictví v řízení státu, jímž se generál Francisco Franco prohlásil za regenta Španělska, s právem uznávat a udělovat šlechtické tituly.
V současnosti šlechtické tituly upravuje výnos v článku 62, oddíl f, španělské ústavy z roku 1978, který stanovuje pravomoc krále udělovat vyznamenání a pocty v rámci zákona.
Právoplatné manželky/manželé osob jimž náleží šlechtická vyznemenání, jako například ovdovělí manželé, požívají stejnných práv a poct jako jejich zesnulý manžel/ka.

## Tituly
- Infant/a: v současnosti tento titul nosí princové a princezny, jiní než následník trůnu, kteří jsou syny a dcerami španělského krále
- Rytíř řádu Karla III. (španělsky: caballero de la Orden de Carlos III): nejvyšší rytířský řád jednotlivce povyšuje do šlechtického stavu a uděluje mu určitá heraldická privilegia, jako je heraldický plášť. Španělský král toto vyznamenání nadále uděluje.
- Rytíř řádu Isabely Katolické (španělsky: caballero de la Orden de Isabel la Catolica): druhý nejvyšší rytířský řád jednotlivce povyšuje do šlechtického stavu a uděluje mu určitá heraldická privilegia, jako je zlatý heraldický plášť. Španělský král toto vyznamenání nadále uděluje.
- Ricohombre (f. ricahembra): tento titul se používal během Reconquisty. Přechod od ricohombrů ke grandům nastal mezi lety 1390 a 1530, kdy nová „vznešená oligarchie“ nahradila starou v důsledku změny mocenské základny způsobené konfliktem mezi aragonskými infanty a zastánci Jana II. Kastilského s jeho favoritem Álvarem de Luna. Alfonso de Cartagena ve svém Doctrinal de los caballeros (asi 1441–⁠⁠⁠⁠⁠⁠1444), když diskutuje o grandech, uvádí, že předchozí termín ricohombres je „staromódní“. V 17. století se tento termín používal k popisu jakéhokoli šlechtice.
- Condestable: příbuzný s „konstábl“, byl dědičný titul používaný v královstvích Kastilie a Leónu pro oficiálního zástupce krále. Stal se dědičným v rodu Velasco, který však pravomoci, kdysi připisované kastilskému konstáblovi, postupně ztrácel.